# Togulykken i Jelling
Togulykken i Jelling skete den 1. august 1995 hvor to regionaltog stødte frontalt sammen i sydenden af Jelling Station. Ingen personer omkom ved ulykken – men af de i alt 69 personer i togene, blev 19 indlagt og 35 behandlet på skadestuer; 15 kom ikke på sygehus. De to regionaltog var så sammenfiltrede, at de måtte skæres op på stedet for at blive fragtet bort.
Strækningen mellem Vejle og Herning er enkeltsporet. Togene - fra Fredericia hhv. Herning - skulle planmæssigt krydse hinanden på Jelling station. Toget fra Herning satte - efter passagerudveksling - i gang fra Jelling station uden at have fået signal eller anden tilladelse til dette og kolliderede med det indkørende tog fra Fredericia (Vejle), der havde fået signal til indkørsel på stationen. Begge togs lokomotivførere nåede at bremse en smule før kollisionen, hvor togenes hastighed var ca. 50 km/t.
Togene bestod begge af togsæt Litra MR. Forreste førerrum i begge togsæt blev knust og i MRD 4268 fra tog 3756 knækkede vognkassen ved forreste dør. I MR 4066 fra 3746 var passagerafdelingen umiddelbart bag førerrummet også knust.

## Galleri
- Foto af togulykken i Jelling, 1995
- Foto af togulykken i Jelling, 1995

|  | Denne artikel kan blive bedre, hvis der indsættes geografiske koordinater Denne artikel omhandler et emne, som har en geografisk lokation. Du kan hjælpe ved at indsætte koordinater i wikidata. |